# Liste antiker Ortsnamen und geographischer Bezeichnungen/Ki
| Lateinischer Name | Griechischer Name | Beschreibung       | Heute                                    | Quellen und Verweise | Lage |
| ----------------- | ----------------- | ------------------ | ---------------------------------------- | -------------------- | ---- |
| Kidron, Kedron    |                   | Fluss in Jerusalem | Kidrontal zwischen Tempelberg und Ölberg | Smith;               |      |
| Kirjath           |                   |                    |                                          | Smith;               |      |
| Kishon, Cison     | Κίσων (Kisōn)     | Fluss in Palästina | Kischon in Israel                        | Smith;               |      |